# 중화항공 006편 급강하 사고
중화항공 006편 급강하 사고(중국어: 中華航空006號班機事故)는 1985년 2월 19일 중화민국 타이베이 타오위안 국제공항(당시 명칭은 장제스 국제공항)을 출발하여 미국 로스엔젤레스 국제공항으로 가던 중화항공 006편이 4번 엔진의 고장으로 실속하여 추락할 뻔했던 사고였다. 그러나 당시 조종사의 능숙한 대처로 인근의 샌프란시스코 국제공항으로 회항하는 데 성공하였으며, 승객 전원도 무사하였다.(일부 중상 또는 찰과상)
무사히 샌프란시스코 국제공항에 착륙 후 조종사와 부조종사는 영웅으로 여겨졌지만, 실제는 그렇지 않았다. 4번 엔진의 고장은 기체 결함이 맞지만 보잉 747SP는 엔진 하나만의 결함이 추락의 원인이 될 수 없다.
엔진 하나가 고장나면 추력의 불균형으로 기체가 자연스럽게 기울어지게 되는데, 이걸 방지하기 위해 러더(방향키)의 페달을 밟는게 정상 절차이지만, 그러지 않고 오토파일럿에 의존하였는데, 이는 항공기의 방향타를 조종할 수 없다. 그로 인해 비행기는 완전히 뒤집어지게 되었는데, 이때 조종사들은 극심한 피곤으로 뒤집어진거 자체를 몰랐다고 한다. 조종석에 항공기 자세를 표시해주는 장치가 있지만, 조종사들은 장치 결함으로 생각하고 무시했다.
한참 떨어지는 가운데 항공기 리벳이 빠지게 되었고, 사진에서 볼 수 있듯이 수평꼬리날개의 일부가 파손되었다. 또한 항공기의 조종을 담당하는 유압장치중 한개의 장치의 유압액이 모두 세어나가 랜딩 기어가 내려간 상태로 올라가지 않자 기장은 회항하기로 정했다.
황당한건, 기장은 부상자가 있다는 소식을 들었을때는 회항을 하지 않았다. 또한 높은 고도일수록 대기가 희박해지게 되는데, 항공기관사는 기장이 1,2,3번 엔진의 출력을 낮춘걸 엔진 고장이라 생각하여 높은 고도에서 재점화를 시도했다. 그로인해 1,2,3번 엔진이 모두 꺼졌다고 한다. 물론 고도가 낮아지면서 아무 이상이 없던 1,2,3번 엔진은 금방 다시 켜졌고, 곧 4번 엔진도 돌아와서 엔진은 모두 켜진 상태로 착륙하였다. 항공기관사의 좌석에는 엔진이 정상이라는걸 표시해 주었지만, 추락하며 생기는 엄청난 중력 가속도가 항공관사를 짓눌러 못봤을 것이라고 한다.
보잉사는 이 사건을 보고 "우리는 여전히 조종사가 모든 권한을 갖길 원한다"라고 하였고, 수사팀은 "추락시는 소심했지만 착륙때는 그 어느때보다 과감한 조종이였다"라고 표현하였다.